# Constantin Ier de Kakhétie
Pour les articles homonymes, voir Constantin Ier.
Constantin Ier de Kakhétie (en géorgien : კონსტანტინე I, Konstantine I) ou Constantin Khan (კონსტანტინე ხანი ; 1572–22 octobre 1605) est un roi de Kakhétie de la dynastie des Bagrations ayant régné neuf mois en 1605.

## Biographie
Constantin II est le troisième fils survivant du roi Alexandre II de Kakhétie. Son père doit l’envoyer comme otage à la cour du Chah séfévide Abbas Ier, où il se convertit à l’islam sous le nom de « Constantin Khan ». En 1604, le Chah lui donne un commandement au Chirvan, avec pour mission de lutter contre les troupes ottomanes.
En 1602, le roi Alexandre II de Kakhétie a retrouvé son trône après la mort de son fils aîné David Ier. Inquiet du rapprochement du vieux roi avec la Russie, Chah Abbas Ier décide de renvoyer Constantin en Kakhétie. Ce dernier est accompagné d’une troupe constituée de Turcomans afin de reprendre le pays en main.
Le 12 mars 1605, lors d’un entretien à la ville frontière de Kakhétie, Dzégami, Constantin fait assassiner son père Alexandre II et son second frère Georges, qui est l’héritier du trône. Il se proclame ensuite roi de Kakhétie sous le nom de « Constantin  Khan ». La population et les nobles sont épouvantés par ce double meurtre et se révoltent aussitôt. La veuve de David Ier bénéficie de l’appui de ses parents du Karthli. Une armée sous la conduite du prince Papuna Amilakhvari intervient en Kakhétie. Le  parricide et fratricide est vaincu et tué le 22 décembre 1605. Le trône de Kakhétie est donné au jeune fils du prince David Ier, Teimouraz Ier, qui devient roi sous la régence de sa mère Kéthévan.
Chah Abbas Ier est contraint d’accepter provisoirement en Kakhétie le rétablissement d’un roi chrétien dont la sœur, la princesse Keschisch, rejoint son harem.

## Sources
- Alexandre Manvélichvili, Histoire de la Géorgie, Nouvelles Éditions de la Toison d’Or, Paris, 1951, p. 285.
- Cyrille Toumanoff, Les dynasties de la Caucasie chrétienne de l'Antiquité jusqu'au XIXe siècle : Tables généalogiques et chronologiques, Rome, 1990, p. 162.
- Nodar Assatiani et Alexandre Bendianachivili, Histoire de la Géorgie, Éditions L'Harmattan, Paris, 1997  (ISBN 2738461867), p. 186-187.
- Marie-Félicité Brosset, Histoire de la Géorgie, tome II : Histoire moderne de la Géorgie, réédition Adamant Media Corporation  (ISBN 0543944808), p. 158-159.